# Дедпул 2
„Дедпул 2“ (на английски: Deadpool 2) е американски супергеройски филм от 2018 г. на режисьора Дейвид Лийч. Това е 11-ият филм от поредицата „Х-Мен“ на Марвел Комикс и е продължение на филма от 2016 г. – Дедпул. Премиерата в САЩ е на 18 май 2018 г. Филмът си има продължение – Дедпул и Върколака от 2024 г., който продължава историята от Х-Мен (филмова поредица), но заема място в Киновселената на Марвел.

## Резюме
Наемникът и анти-герой Уейд Уилсън / Дедпул, събира отбор от странни мутанти. Целта му е да защити младо момче, който в бъдещето може да се превърне в супер-злодей, от пътешественика във времето киборг - Кейбъл.

## Актьорски състав
| Актьор            | Роля                          |
| ----------------- | ----------------------------- |
| Райън Рейнолдс    | Уейд Уилсън / Дедпул          |
| Джош Бролин       | Нейтън Съмърс / Кейбъл        |
| Морена Бакарин    | Ванеса Карлайл                |
| Джулиън Денисън   | Ръсел Колинс / Огнения юмрук  |
| Ти Джей Милър     | Уийзъл                        |
| Бриана Хилдебранд | Негасоник Тинейдж Уорхед      |
| Джак Кеси         | Черния Том Касиди             |
| Зази Бийтс        | Нина Търман / Домино          |
| Стефан Капичич    | Пьотр Распутин / Колос (глас) |
| Шиоли Куцуна      | Юкио                          |
| Каран Сони        | Допиндер                      |
| Лесли Ъгамс       | Сляпата Ал                    |
| Райън Рейнолдс    | Кейн Марко / Трошача          |
| Тери Крюз         | Джеси Арънсън / Бедлам        |
| Луис Тан          | Гаведра 7 / Шатърстар         |
| Бил Скарсгорд     | Аксел Клъни / Зайтгейтс       |
| Брад Пит          | Телфорд Портър / Изчезващият  |
| Роб Дилейни       | Питър                         |
| Джеймс Макавой    | Чарлз Екзевиър / Професор Х   |
| Никълъс Холт      | Хенри Маккой / Звяр           |
| Евън Питърс       | Питър Максимов / Живак        |
| Тай Шеридан       | Скот Съмърс / Циклоп          |
| Александра Шип    | Ороро Мънро / Буря            |
| Коди Смит-МакФий  | Курт Вагнър / Нощна сянка     |
| Стан Лий          | Графити                       |